# Fridolins visor och andra dikter
Fridolins visor och andra dikter är en diktsamling från 1898 av den svenske författaren Erik Axel Karlfeldt. Det var Karlfeldts andra diktsamling.

## Innehåll
Ur en lantlig ungkarls visbok
- Rimsmeden
- Från beväringsåren
- Göken
- Håkan på heden
- Vårsång
- Ormvisa
- Humlevisa
- Ode till snickaren Krylbom
- Stormnatt
- I älgtiden
- För vägens vind
- Josep i skogen
- Två stämmor
- Lucia
- I Krabban
- Lejonets barn
- Sång efter skördeanden
- Pungmakarbo
- Selinda och Leander
- Kanske!
- Irina
- Du ler
- Månhymn vid Lambertsmässan
- Min guddotter
- Jag lever allena

Cecilia Bölljas visbok
- Till jungfru Cecilia Böllja
- Herr Snakendal
- Vårskymning
- Intet är som väntanstider
- Duvan och örnen
- Blomstervisor
- Vad skall man sjunga?

Från Folkare-stigar
- Vårlåt
- Maja hönstjuv
- Dalmarsch
- Hembygdens huldra
- En envis dalkarls visa
- Uppbrott

Liv och död
- Jag är en sjungandes röst
- Jorum
- Barmhärtighetens tempel
- En löskerkarl
- En fader
- Drömmen och livet

## Mottagande
Gösta Attorps beskrev boken i en essä för Ord och Bild år 1920 som ett uppbrott från ungdomsdikterna i Karlfeldts debut, Vildmarks- och kärleksvisor. Attorps jämförde Karlfeldt med Carl Michael Bellman, och menade att båda saknade "tankens djupsinne", men lyckades att förmedla "fantasins underbara djupsinne". Attorps skrev om Karlfeldts figur Fridolin:
Vi ha i hela vår litteratur ingen mera nationell, mera svensk-germansk figur än denne Fridolin, där han under höstens tunga skyar vandrar på gamla stigar i gamla skogar, talande höga och hädiska och kostliga ord, sjungande sorgesånger och druckna visor. Han är svenskhetens inkarnation; allt som upp från hedenhös gett släktet väsen och klangfärg finns samlat och koncentrerat hos honom, och strängar som tona djupt i vårt bröst spelar han på som på en gammal violin.